# Cansei de Ser Sexy
Cansei de Ser Sexy, сокр. CSS (с порт. — «устала быть сексуальной») — музыкальная группа из Сан-Паулу (Бразилия). Название группа получила от высказывания Beyonce, сказавшей в одном из интервью, что она «устала быть сексуальной». Песни исполняются на португальском и английском языках.

## История
Группа CSS была основана в сентябре 2003 года, к тому времени из членов группы только барабанщик Адриано Синтра имел музыкальный опыт.
Группа стала знаменитой благодаря интернету. Блог группы получил некоторую популярность, и песни группы стали активно скачивать с сайта Trama Virtual (бразильский аналог MySpace Music).
Trama Virtual приглашали бразильских и британских журналистов для того, чтобы они рассказали о группе. Статьи печатались в бразильских журналах и британских газетах, например, The Guardian. Журналист Питер Калшау был приглашён в один из клубов Сан-Паулу, чтобы посмотреть на игру группы. Позже он предугадал, что CSS «могут стать величайшей группой из Южной Америки». Песни CSS появились в бразильском реалити-шоу Big Brother (с песней «Superafim») и южноафриканской версии The Sims 2: Nightlife («Computer Heat»).
В 2004-м группа выпустила два независимых мини-альбома. В том же году CSS выступили на фестивале TIM Festival, в ту же ночь и на той же сцене, что и Soulwax и Kraftwerk.
В 2005 году группа подписала контракт с Trama Virtual и в октябре в Бразилии вышел их первый альбом, который был продан на концерте. К диску прилагался чистый CD-R, поэтому покупатель мог скопировать альбом на диск и подарить кому-нибудь копию. В Бразилии альбом разошёлся пятитысячным тиражом, но ни альбом, ни альбомные композиции не попали в чарты. В том же году было снято два клипа «Off The Hook» и «Alala». «Off the Hook» был срежиссирован Аной Резенде и снят в доме участников группы Каролины Парры и Адриано Синтры, в котором также было записано большинство песен группы.
В начале 2006 года CSS заключили контракт с лейблом Sub Pop для выпуска дебютного международного альбома. Первым синглом, который выпустили 6 июля, был «Let’s make love and listen to death from above» вместе с видео, снятым Cat Solen. В июле группа вместе с DJ Diplo и фанк-группой Bonde do Role начала свой первый международный тур. Группа выступала в США и Канаде, где они выступали на фестивале Pitchfork Media. Затем группа направилась в Великобританию, Францию и Нидерланды. В Европе они выступали на фестивале NME, на одной сцене с 1990s и открывали Ladytron и Primal Scream. Группа участвовала на фестивале Indian Summer в Глазго. В ноябре группа вместе с Basement Jaxx устроила мини-тур по Великобритании.

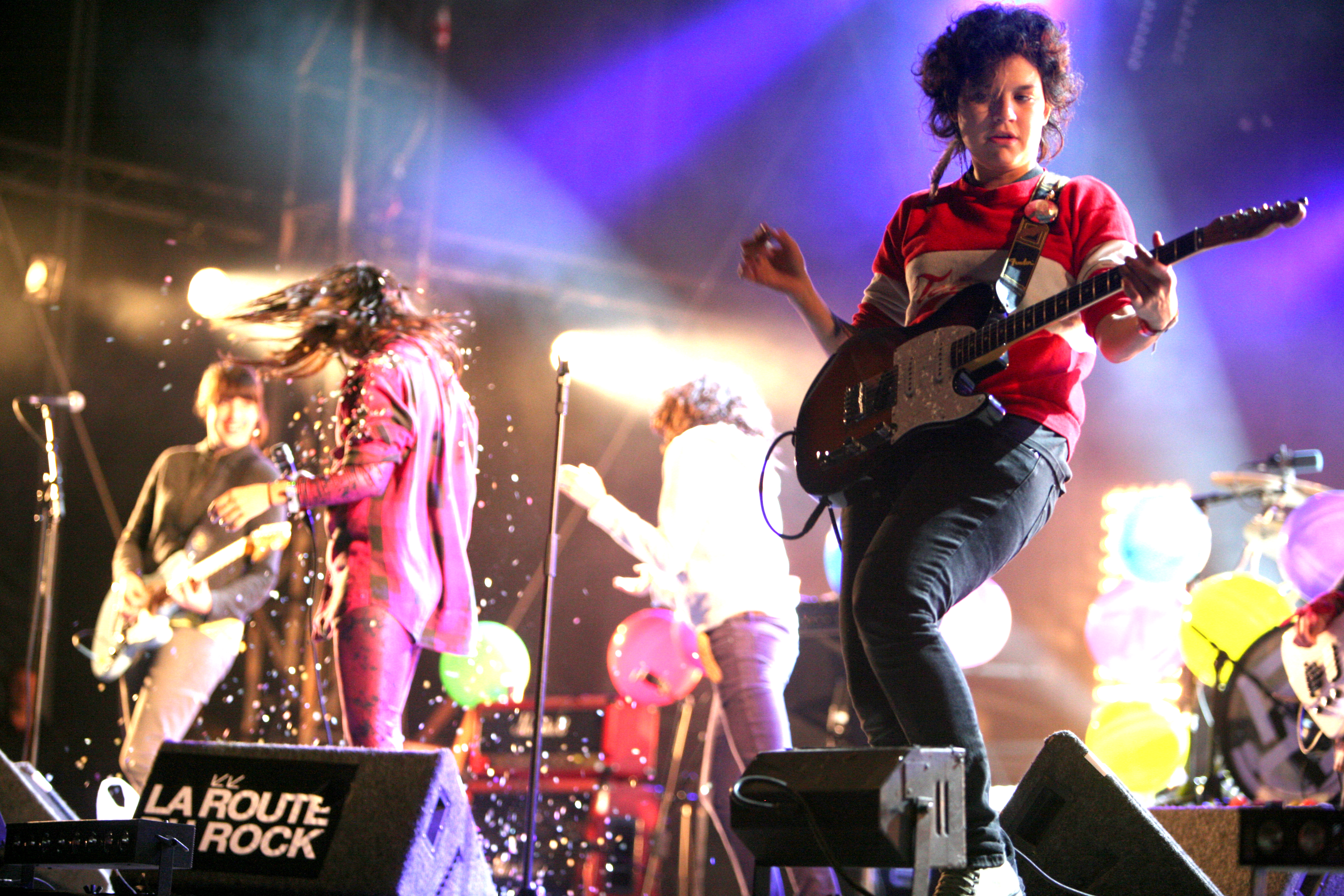
Группа на концерте Route du Rock, 2007

К февралю 2007 года CSS продали свыше 60000 копий в США и Европе.
В 2007 году они выступали на NME Indie Rave Tour вместе с The Sunshine Underground, New Young Pony Club и хедлайнерами, Klaxons.
Сингл «Music Is My Hot Hot Sex» в 2007 достиг 63 места в чарте Billboard Hot 100 в США, что является лучшим достижением бразильских групп на текущий момент.
В апреле 2008 года был выпущен первый сингл «Rat Is Dead (Rage)» с второго альбома Donkey, появившегося в июле 2008 года.
В 2010 в записи сингла «Hits Me Like a Rock» участвовал Бобби Гиллеспи из Primal Scream.
22 августа 2011 года вышел третий альбом CSS: La Liberacíon.
11 ноября 2011 года группу CSS покинул Адриано Синтра.

## Факты
- Композиции «Alala» и «Off The Hook» можно услышать в Forza Motorsport 2, видеоигре к XBOX 360, песня «Jager Yoga» включена в саундтрек игры FIFA 09,а «Hits Me Like A Rock» также является саундтреком к игре FIFA 12, «Music Is My Hot, Hot Sex» использовалась Apple Inc. в рекламе iPod, также в NFS Pro Street можно услышать «Odio Odio Odio Sorry C». Песня «Rat Is Dead» была использована в игре Midnight Club: Los Angeles.
- «Superafim» на сегодняшний день единственная песня, в которой вокалисткой является не Lovefoxxx, а бывшая вокалистка Клара Рибейро.
- CSS должны были сыграть на фестивале Lollapalooza 4 августа 2007 года, но задержались по вине United Airlines в Нью-Йоркском аэропорту и пропустили фестиваль. Позднее CSS выразили своё недовольство работой авиакомпании на MySpace[9].

На следующий день они вовремя прибыли на фестиваль Virgin в Балтиморе.

## Участники группы
- Lovefoxxx — вокал
- Луиза Са — гитара, ударные, клавишные
- Ана Резенде — гитара, клавишные, губная гармоника
- Каролина Парра — гитара, ударные

### Бывшие участники
- Maria Helena Zerba — клавишные
- Clara Ribeiro — вокал
- Iracema Trevisan — бас-гитара
- Адриано Синтра — ударные, гитара, бас-гитара, вокал, продюсер

## Дискография

### Альбомы
- Cansei de Ser Sexy (LP, Trama) — 2005 (Бразильский), (LP, Sub Pop/Warner) — 2006 (Международный)
- Donkey (LP, Sub Pop/Warner) — 2008
- La Liberacíon (LP, Sub Pop/Warner) — 2011
- Planta — 2013

### Мини-альбомы
- Em Rotterdam Já É uma Febre (EP, independent) — 2004
- A Onda Mortal / Uma Tarde com PJ (EP, independent) — 2004
- CSS SUXXX (EP, Trama) — 2005 (Brazil)

### Синглы
- «Let's Make Love and Listen to Death From Above» — 2006
- «Alala» — 2006
- «Off The Hook» — 2006
- «Alcohol» — 2007
- «Music Is My Hot, Hot Sex» — 2007
- «Rat Is Dead (Rage)» — 2008
- «Left Behind» — 2008

## Видеоклипы
- Off the Hook (2005, режиссёр Ana Rezende);
- Alala (2005, режиссёр Daniel Zanardi);
- Let's Make Love And Listen To Death From Above (2006, режиссёр Cat Solen);
- Alala (2006, режиссёр Cat Solen);
- Alcohol (2007, режиссёр Jared Eberhardt);
- Rat Is Dead (Rage) (2008, режиссёр Nima Nourizadeh);
- Move (2008, режиссёр Кит Шофилд).
- Hits Me Like a Rock (2011, режиссёр Manuela Martines).